# 田島ナビ
田島 ナビ（たじま ナビ、1900年〈明治33年〉8月4日 - 2018年〈平成30年〉4月21日）は、日本のスーパーセンテナリアン。鹿児島県喜界町在住の長寿の女性。2017年9月15日以降死去するまで長寿世界一となっていた。また、生年月日に確証のある人物としては世界最後の19世紀生まれの人物となった。

## 人物
1900年8月4日に鹿児島県大島郡荒木地区の集落で田島家の長女として誕生。喜界島に在住し、尋常小学校を卒業後、織工場で働く。1919年に富二子を婿として迎え、共にサトウキビ農業を80歳頃まで勤めた。富二子は1991年（平成3年）に94歳で亡くなった。富二子の死後は長男夫妻のもとで生活していた。2002年（平成14年）2月に特別養護老人ホーム「喜界園」に入居した。入居後も杖をついて歩くことが出来たが、転倒による骨折が原因で車いす生活を送る。
富二子との間に9人の子（7男2女）をもうけ、2011年（平成23年）の敬老の日の時点で、孫が28人、ひ孫が56人、玄孫が35人いた。2015年（平成27年）9月の時点では、玄孫の子にあたる来孫を含む140人以上の子孫がいた。2017年（平成29年）9月の時点では、約160人の子孫がいた。
1日3回の食事は欠かさず、粥や味噌汁など5品をミキサーにかけたものをとっていた。元気の良い日はシマ唄に合わせて手踊りをしていた。

## 長寿記録
- 2011年9月時点で鹿児島県内の最高齢者として認定されている[11]。
- 2015年9月27日、東京都在住の氏名非公表の女性（1900年〈明治33年〉3月15日生まれ）が死去したため、115歳54日で存命する日本最高齢の人物となった[14]。
- 2017年9月1日、117歳28日で大川ミサヲの年齢を上回り、日本人の史上最高齢記録を更新した。
- 同年9月15日、ヴァイオレット・ブラウンが死去したことに伴い、117歳42日で世界最高齢の存命人物、並びに年齢に確証のある最後の19世紀生まれの人物となった。
- 2018年4月21日午後7時58分、老衰のため喜界町内の病院で死去した[2][15]。117歳260日没[16]。田島の死去に伴い、同じく日本の都千代（1901年〈明治34年〉生まれ）が世界最高齢となり、確実な記録の残る19世紀生まれの全員がこの世を去った。告別式は同月23日午後1時に行われ、ひ孫ら約100人が参列し、島歌を捧げるなどして別れを惜しんだ。喜界町副町長の嶺義久は「町民の誇りでした」と追悼の意を述べた[17]。田中カ子が2020年9月19日に記録を更新するまで、日本並びにアジアにおける史上最長寿の人物だった。